# Heraldo Weiss
Heraldo Weiss, né le 31 août 1917 à Lomas de Zamora et mort le 30 août 1952 à Buenos Aires, est un joueur argentin de tennis.

## Carrière
Huitième de finaliste en simple du tournoi de Roland Garros en 1948, il s'est illustré dans plusieurs compétitions internationales notamment au Royaume-Uni et en Allemagne comme à Baden-Baden en 1950, où il domine Gottfried von Cramm et Jaroslav Drobný pourtant finaliste à Roland-Garros trois mois plus tôt.
Il joue avec l'Équipe d'Argentine deux matchs de Coupe Davis contre la Belgique à Bruxelles en 1948.
Époux de la championne de tennis Mary Terán de Weiss, il décède d'un cancer en 1952.